# Alexander Schuschemoin

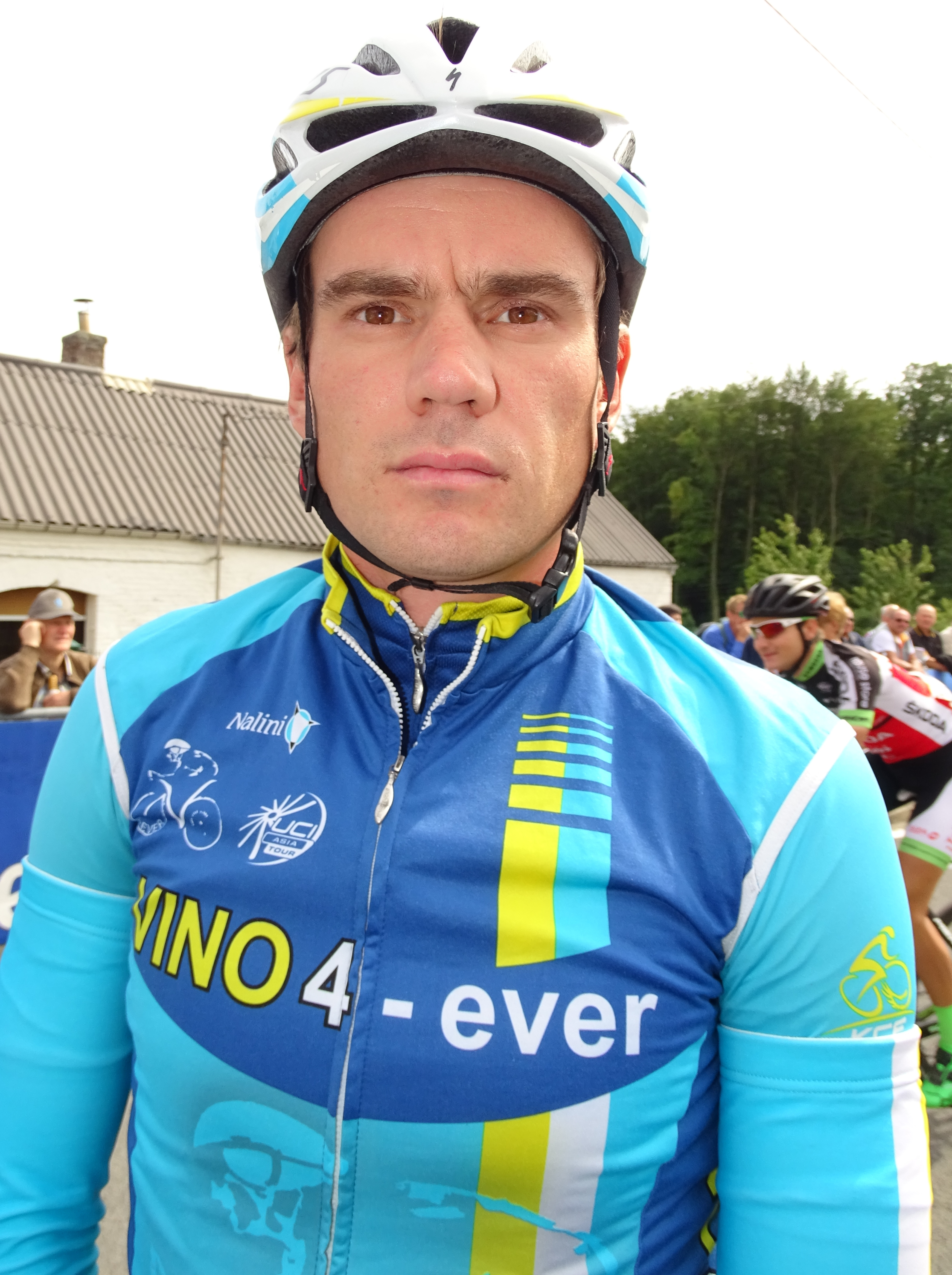
Alexander Schuschemoin (2015)

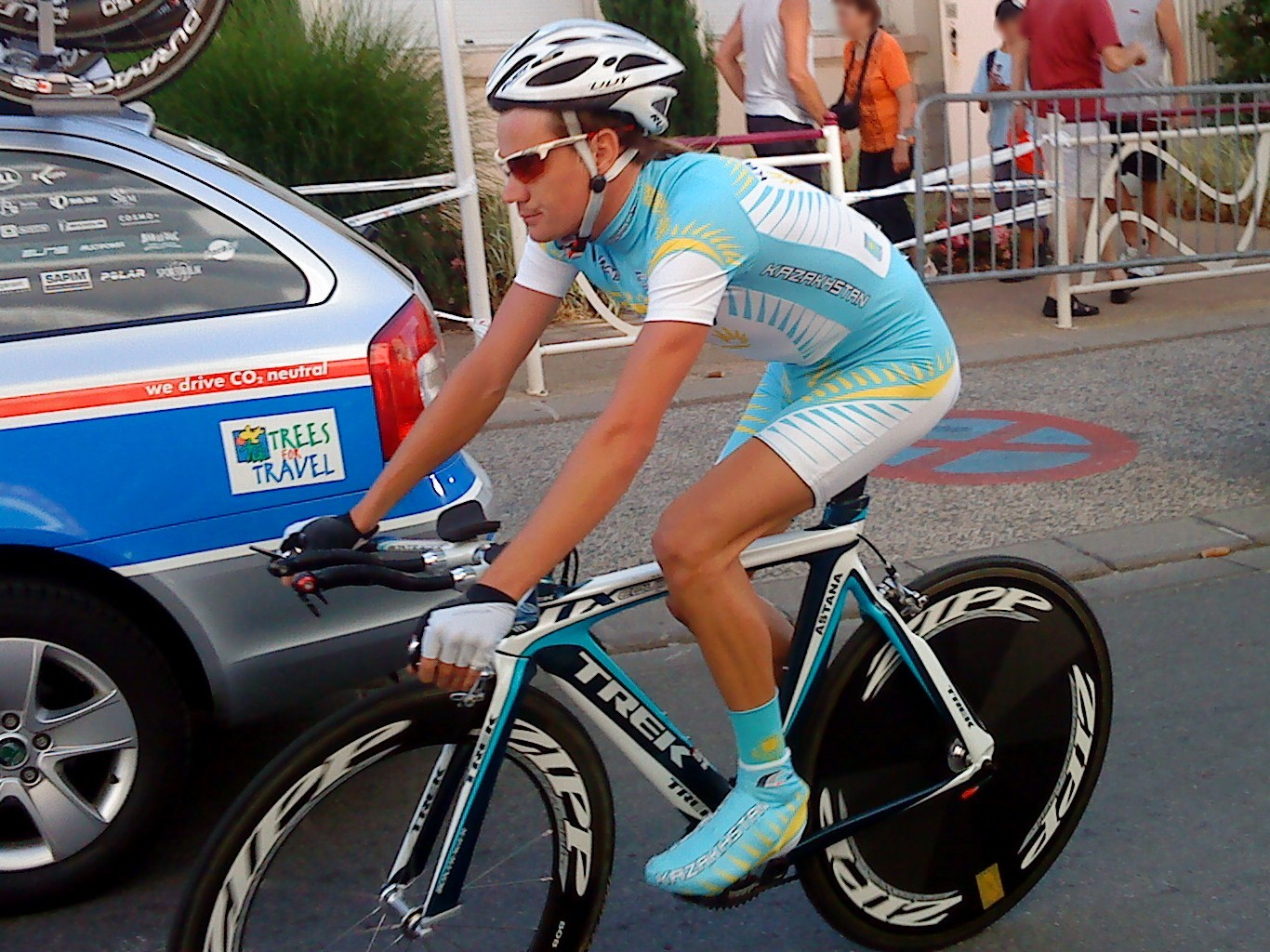
Alexander Schuschemoin bei der Tour de l'Ain 2010

Alexander Alexandrowitsch Schuschemoin (* 23. Februar 1987) ist ein ehemaliger kasachischer Radrennfahrer.
Alexander Schuschemoin gewann 2006 den Prolog bei dem russischen Etappenrennen Way to Pekin. In der Saison 2008 fuhr er für das kasachische Continental Team Ulan. 2010 wurde er unter anderem Siebter bei der Tour de Langkawi, Neunter im Straßenrennen der Asienmeisterschaft und 15. bei der Tour of Qinghai Lake. Bei der nationalen Meisterschaft 2011 wurde er Zweiter im Straßenrennen hinter dem Sieger Andrei Misurow.
Ende der Saison 2011 fuhr er für das Pro Team Astana als Stagiaire. Er erhielt zwar keinen regulären Vertrag bei dieser Mannschaft, fuhr in den Folgejahren bis zum Saisonende 2017 aber für Farmteams dieser Mannschaft. Dabei gewann er 2015 eine Etappe der Tour of Iran und wurde 2016 wiederum Zweiter der kasachische Meisterschaft im Straßenrennen.

## Erfolge
2006
- Prolog Way to Pekin

2011
- Kasachische Meisterschaft – Straßenrennen

2015
- eine Etappe Tour of Iran

2016
- Kasachische Meisterschaft – Straßenrennen

## Teams
- 2008 Ulan
- 2011 Pro Team Astana (Stagiaire)
- 2012–2013 Continental Team Astana
- 2014–2016 Vino 4ever
- 2017 Vino Astana-Motors